# David Weingärtner
David Weingärtner (25. leden 1985 Chomutov – 29. srpen 2015 Chomutov) byl český zpěvák, známý ze skupiny X-left to die, kterou založil v roce 2004.

## Životopis
Byl vyučen v oboru kuchař-číšník. V širší známost vešel hlavně díky show Hlas Česko Slovenska, které se zúčastnil v roce 2012. Již v roce 2010 se objevil v televizní soutěži Robin Hood – Cesta ke slávě, kde se umístil na druhém místě, ta však nebyla tolik sledovaná. V roce 2009 předskakoval zpěvákovi Marilynovi Mansonovi na jeho brněnském koncertu.
Pocházel z umělecké rodiny, dědeček byl operním pěvcem a jeho pratetou byla herečka, která vystupovala pod uměleckým pseudonymem Stella Májová.

### Úmrtí
Dne 29. srpna 2015 byl nalezen mrtvý, utopil se v řece Chomutovce. Bylo mu pouhých třicet let.